# 봉암초등학교 선운분교
봉암초등학교 선운분교는 전라북도 고창군 부안면 질마재로 2-8 (선운리)에 있었던 분교이다.

## 연혁
- 1969.02.01 봉암국민학교 선운분교장 설치인가
- 1974.03.01 선운국민학교 승격
- 1985.09.01 병설유치원 설립인가
- (일자 미상) 봉암국민학교 선운분교장 격하
- 1998.03.01 폐교